# 欢乐合唱团
《欢乐合唱团》（英語：Glee）是一部美國電視音乐剧兼青春喜剧，由《整形春秋》的創作人萊恩·墨菲等創作，2009年起開始在福斯電視網播放。背景設定在俄亥俄州利馬鎮（Lima, Ohio）上虛構的威廉麥金利高中（William McKinley High School），故事圍繞著學校裡的「新方向」歡樂合唱團（"New Directions" Glee Club）及其團員而展開。
本劇獲得專業評論普遍的正面評價。欢乐合唱团贏得2010年金球獎音樂或喜劇類最佳電視影集，並獲得最佳女主角（丽娅·米歇尔）、最佳男主角（馬修·莫里森）以及最佳女配角（珍·林奇）的提名。本劇也獲得2010年全美民選獎的最受歡迎新電視影集獎和皮博迪獎。有許多音樂人都公開表示希望電視劇中能出現他們的歌曲。
早前，因為演員科里·蒙蒂思的逝世，本劇劇組宣布第六季將為最終季。本劇於2015年3月20日全劇終，共六季。。

## 演员表

### 主要角色
- （Will Schuester）

由馬修·莫瑞森飾演
香港配音:雷霆→黃啟昌、蘇強文(代配)
威爾是學校裡的西班牙語老師，在偶然的機會下接觸到歡樂合唱團，認為自己可以讓合唱團起死回生。在第一季認為自己不合適準備離開時，聽到合唱團初期五位成員演唱的《Don't Stop Believing》後深受感動，之後正式接掌合唱團成為指導老師。威爾是啦啦隊女教練蘇永遠的競爭對手，經常被蘇嘲笑他的髮型。第一季開始時已婚，妻子為特丽，但中段發現特丽的假懷孕後開始分居，並於第一季尾聲離婚；喜歡輔導老師艾玛。在第二季曾與代課老師霍利交往。到了第三季，他带领欢乐合唱团夺得了全国赛的冠军。在與輔導老師艾瑪經歷許多事件，例如像艾瑪求婚、艾瑪逃婚...等，終於又修成正果，並育有子女。在合唱團被蘇解散之後，到蓋世群音當指導教練，卻因為學生與教師的理念不合，又辭職返回麥金利高中。
- （Sue Sylvester）

由简·林奇飾演
香港配音:許盈
蘇是啦啦队的女教练，與威爾是死對頭，常嘲笑他的髮型，並以打壓合唱團為樂趣，但在緊要關頭時，也會拉合唱團一把。最愛的人是患有唐氏综合症的姊姊，視瑪丹娜為最高偶像，第一季中段曾要求校長全校全天播放瑪丹娜的音樂，第一季第15集中更讓啦啦隊配合瑪丹娜名曲《光芒萬丈》（《Ray of Light》）表演，以及向瑪丹娜致敬而與梅赛德斯、科特共同演出VOGUE音樂錄影帶。第二季尾聲姊姊的離世後，得到合唱團的關懷，受到感動而暫時停止對他們的打壓。第三季中用自己冷冻多年的卵子成功受孕，并且通过帮助合唱团夺得全国冠军。第四季，从新来的前奥运会铜牌得主手中重新获得啦啦隊的领导权。除了指使得利手下貝姬為非作歹之外，有很喜歡使用骯髒手段達成任何她想要的目的，例如將原麥金立高中校長費金斯拉下台之後，當上了新校長。在邪惡的外在行為下有著溫柔的心。在第六季末，在她家的車庫更顯露出她強烈的復仇心與特殊的興趣癖好。
- （Rachel Berry）

由麗婭·米歇爾飾演
香港配音:黃紫嫻→高可慧→程文意→詹健兒
瑞秋是一位天才歌唱爱好者，夢想成為女歌星，家長為一對同性戀男子。合唱團的團長，經常負責獨唱，常與菲恩對唱情歌。和梅赛德斯、科特是合唱團的天后三人組。在校內是公認的討厭人物，服裝品味經常被嘲笑，經常穿著格子裙或套頭毛衣等中規中矩的服裝。第一季與菲恩交往後分手，並曾與蓋世群音的傑西交往，後來才得悉傑西接近她的原因只是想打擊她的自信心和讓她知道蓋世群音的教練是她的生母。第三季中全力向纽约音乐学院努力，并计划和菲恩结婚。然而婚礼由於昆恩的车祸而取消，音乐学院的面试也被自己搞砸。但是全国赛的冠军给这一切又带来了转机－獲得前往紐約的資格；第四季時，瑞秋因為菲恩從軍長時間毫無音訊，便與音樂學院的學長布洛迪有曖昧關係，在芬恩再度出現時，瑞秋以兩人毫無音訊間的種種原因提出分手，而在珊塔娜搬入紐約之後，查出布洛迪背後的祕密，瑞秋便與其分手，同時間，菲恩毅然前往紐約對布洛迪大打出手，表示不准在接近他未來的妻子。之後，由於菲恩離世，而陷入低潮。在獲得飾演百老匯的女主角之後，曾一度聲名大噪，一周有八場演出，但同時卻也獲得接演電視劇的機會。當電視劇的演出受到極大的批評之後，被百老匯解雇的她也毅然決然的退出紐約音樂學院。陷入低潮的瑞秋回到利馬，與科特一起成為歡樂合唱團的指導老師。在第六季又與傑西相遇，並且再度陷入戀愛。幸運的是，她又獲得重返紐約音樂學院的機會。
- （Finn Hudson）

由柯瑞·蒙堤斯飾演
香港配音:李凱傑
菲恩是美式足球校隊的明星四分衛，對歌唱抱有熱情，個性憨厚老實，講話時而結巴。曾與昆恩交往，後來昆恩懷孕，並把帕克曼的孩子謊稱成菲恩的，菲恩憤而和她分手。後來與瑞秋交往，但因瑞秋的背叛而分手。在第二季曾和昆恩復合，後因菲恩對瑞秋依舊保有情愫而又一次分手。第三季中和瑞秋认真交往，而且得到了年终舞会的国王。第四季仍不知道自己該何去何從的菲恩在加入陸軍後，不久即被除役，當前往紐約找到瑞秋時才發現瑞秋看似早已心有所屬，便回到利馬，協助舒老師帶領合唱團，在地區賽的失敗之後，菲恩對舒老師表達自己對愛瑪老師做的事，不久就被舒斯特逐出合唱團，後來受到Marley的鼓勵，將前往大學修習教師資格。第五季第三集戲份結束。
- （Kurt Hummel）

由克里斯·柯佛飾演
香港配音:曹啟謙、梁偉德(代配)
科特是一個同性戀男生，對於時尚穿著有著異於常人的敏銳眼光，但經常淪為被美式足球隊員欺負的對象。第一季曾暗戀菲恩。第二季中段因受不了長期被克羅斯基欺負而轉學至達頓學院，並加入了吟唱者合唱團，喜歡上新同學吟唱者合唱團主唱布蘭，在2x14(第2季14集)時布蘭向科特告白並成功和其交往。和瑞秋、梅賽迪斯是合唱團的天后三人組。第三季將布蘭由吟唱者合唱團拉入歡樂合唱團。為了進入纽约音乐学院，與瑞秋、小布競爭學生會主席但失敗。進入纽约音乐学院之後，布蘭因過於寂寞而出軌，在布蘭與科特坦白後，科特與其分手。之後科特在紐約又認識了新朋友,對對方產生好感，但一方面又對布蘭無法忘懷。一次返校時，布蘭終於要求與科特複合，而也獲得科特的同意。在布蘭也高中畢業並且也獲得進入紐約音樂學院後，讓布蘭與山姆搬進他們的小房子同居，但卻又認為布蘭太黏人，缺發讓人喘息空間，在兩人協議之後，決定讓布蘭搬去梅賽迪絲的新家。在第五季初被布蘭求婚答應，並戴上訂婚戒指之後，卻認為兩人太年輕從而拒絕結婚，也導致兩人在第六季初分手。分手後，科特返回利馬，與瑞秋一同教導合唱團，並且又有意無意地與布蘭又湊合在一起。而在第六季末，更是被密謀地與布蘭有皆大歡喜的結局。
- （Blaine Anderson）

由達倫·克里斯（Darren Everett Criss）飾演
香港配音:黃啟昌→李鎮然、關令翹(代配)
布蘭是一個同性戀男生，在原本就讀的學校遭到恐同欺凌而轉至道爾頓學院，因才華洋溢而成為林鶯合唱團的主唱，新同學科特加入林鶯合唱團之後，在一次科特對小鳥帕華洛帝致哀的歌曲演唱中，布蘭發覺自己找到了摯愛，也就是科特，告白後並成功和其交往。第三季被科特由林鶯合唱團拉入歡樂合唱團，兩人保持著甜蜜關係。但第四季因科特到紐約音樂學院讀書,期間因科特不知覺中疏於兩人之間的感情，布蘭一時下與別人發生關係，在與科特坦白後便分手了，而在之後，布蘭對此深感後悔並想要挽回，並在聖誕夜集、舞會集後兩人關係漸漸修復，並在布蘭的懇求之下兩人又復合。畢業後與山姆到紐約發展，並期待能與科特有更進一步的感情，但卻適得其反，而使兩人分手。分手後回到道爾頓學院，並獲得林鶯合唱團的指導老師一職，甚至出乎意料地與之前欺負科特的惡霸—克羅斯基交往。但卻因種種原因與科特接觸，又情不自禁地與科特複合，之後被密謀地與科特有皆大歡喜的結局。
- （Quinn Fabray）

由戴安娜·艾嘉朗（Dianna Agron）飾演
香港配音:張頌欣、黃昕瑜(代配)
前學校啦啦隊的隊長，受啦啦隊教練蘇的指示和布里特妮及桑坦娜加入合唱團意圖破壞，但隨後感受到合唱團的魅力作罷。在第一季懷孕產下一個女兒，孩子的父親是諾亞，曾和菲恩、新成員森交往。外貌迷人出眾，在第二季曾和菲恩復合，後因菲恩對瑞秋依舊保有情愫而分手。第二季中段退出了啦啦隊。第三季初因迷失方向，一度與眾人失去聯絡。後來，昆恩重返拉拉队，并且一心帮助合唱团，但是在去瑞秋和菲恩的婚礼途中因为边开车边发簡訊而发生车祸。车祸导致昆恩一度坐在轮椅上，但在Joseph Hart的陪伴下，她逐渐康复起来。在高中畢業後，與某富家子弟交往，但是礙於高中種種陋習，於是並未向其坦承過去的劣跡。此事被諾亞知情後，諾亞便英雄救美，使昆恩脫離愛情的泥濘，而兩人又藉此成為伴侶。
- （Noah Puckerman）

由馬克·薩林（Mark Salling）飾演
香港配音:何承駿→陳卓智、劉奕希(代配)→劉奕希
美式足球隊員，是校內人人畏惧的惡霸，經常把人掉進垃圾桶，他的聲音及耍痞樣是合唱團不可缺少的，與全校大部分女生都約會過，並令昆恩懷孕。後來開始與勞倫交往。第三季中，想在毕业后和菲恩一起从事游泳池事业，但是由于成绩太差，导致连畢業都成为了问题。在高中畢業之後，前往洛杉磯工作，但之後又與芬恩一起上大學。在芬恩離世之後，便毅然決然地從軍，成為一名職業軍人
- （Mercedes Jones）

由安玻爾·萊利（Amber Riley）飾演
香港配音:何璐怡
梅塞迪斯是一個热情自信的黑人女生，因自小在教堂擔任主唱，唱功十分驚人，聲線澎湃而冨特色，時常不滿沒有獨唱的機會，和瑞秋、科特是合唱團的天后三人組。曾暗戀科特，經常因沒有伴侶而感到難過。第三季中和一个美式足球隊男生交往。也在高中時期與山姆有一段短暫的夏日戀曲，卻又因山姆搬家而結束戀情
- （Tina Cohen-Chang）

由珍娜·烏什柯維茨（Jenna Ushkowitz）飾演
香港配音:羅杏芝→黃淑芬
假装口吃的亞裔女生，第一季時跟亞提交往，第二季則與合唱團另一位亞裔男生張麥克是情侶關係，後來因麥克畢業而分手。由于一直没有独唱机会，在第三季中爆发，想退出，想通即使配角也很重要，而且自己还有一年的机会，而帮助瑞秋从新获得了一次展现自己的机会。第四季喜歡上布蘭，但是，最後接受了布蘭仍然和科特曖昧的事實，而決定成為布蘭的好友。在持續單身的狀況下，曾經與亞提約定，如果到三十歲兩人都單身就直接結婚。後來看著好友們結婚，也想藉著這場婚禮，趁機向麥克求婚。
- （Brittany.S.Pierce）

由希瑟·莫理斯（Heather Morris）飾演
香港配音:曾秀清→陳皓宜
啦啦隊的性感女生，思想非常奇怪，經常脫口說出令人費解的話語，至今仍相信有聖誕老人的存在，英文字母表後半段都不懂，舞蹈功力深厚。和亞提交往的同時也與珊塔娜發展超友誼的關係。第二季中段退出了啦啦隊。第三季中出柜双性恋，坦白和珊塔娜的关系。并且获选学生会主席，策划了以恐龙为主题的毕业舞会，而身為畢業生的她卻因為成績問題而不能畢業。在留級的這一年，雖然盡力與桑坦娜保持聯絡，之後與其分手並與山姆交往但卻又因兩人舊情未解，而又復合。除此之外，更被發掘出有天才一般的腦袋，而被麻省理工學院錄取為大學生。而在第六季除了與桑坦娜修成正果，也順便推了某對情侶一把。
- （Artie Abrams）

由凱文·麥克海爾飾演
香港配音:麥皓豐
亞提擅長演奏電吉他，八歲那年與母親遇上交通意外，因此下肢殘廢而需要使用輪椅，第一季與緹娜為情侶關係，第二季一開始被甩之後，則和布蘭妮交往。第二季中段用電動支架後可站起步行，但只能暫時行走。夢想是成為知名導演，除了為了夢想努力，也在劇中有多次發揮其所長的機會。第六季終也不負眾望，成為導演兼編劇，其作品還被提名展出。
- （Santana Lopez）

由娜娅·里维拉飾演
香港配音:楊善諭→劉惠雲
啦啦隊的性感女生，校內著名的毒舌，經常以惡毒的語言咒罵或取笑他人，和校內許多人約會過，但她其實是一名同性戀女生，曾與布蘭妮發展超友誼的關係，後來更與戴維扮演一對假情侶並成立了反欺凌俱樂部保護科特，目的是成為舞會國王和皇后。但只有戴維成為舞會國王，珊塔娜卻落選。第二季中段退出了啦啦隊。第三季中被大家發現是同性戀。
- 張麥克（Mike Chang）

由岑勇康（Harry Shum, Jr.）飾演
香港配音:張方正
亞裔男生，美式足球隊員，很有自信和熱愛舞蹈，舞蹈功力深厚，經常為合唱團領舞，第二季與合唱團另一位亞裔女生緹娜是情侶關係。第三季中向父母表现出想跳舞的愿望，得到了理解。
- （Sam Evans）

由寇爾德·歐弗史崔特（Chord Overstreet）饰演
香港配音:張裕東
由男校轉來的轉學生，一度取代菲恩成為美式足球隊的四分衛，但後來因在球場上被撞傷而換回菲恩。嘴巴非常大，常常被蘇或桑坦娜嘲笑是鱒魚嘴巴，唱功十分好，有著完美的身材，但對此仍感到不滿。對昆恩一見鍾情，曾與布里特妮交往，后来与梅赛迪斯有一段夏日恋情，但由於父親的工作因素而轉學，便結束與梅賽迪絲戀情。曾因父親失業失去經濟來源，為了弟妹的生活而去當脫衣舞男。之後因為合唱團缺人，並且在瑞秋的懇求之下又回到麥金利高中。返校後想要繼續追求梅賽迪絲，但卻因梅賽迪絲有了新戀人而不得不放棄。在芬恩逝世之後，繼承了芬恩的精神，成為合唱團的支柱。畢業後與布蘭一同到紐約發展，除了成為男模特兒，也和布蘭一起住在梅賽迪絲的新家，終於與梅賽迪絲產生新的戀曲。在成功發出第一支內褲廣告後，就決定返回利馬，在麥金利高中獲得一份教職—球隊教練，除了球隊，也常常幫助合唱團，提供意見給同樣擔任教職的瑞秋與科特。在第六季末，眾人離開利馬發展時，他辭去了球隊教練的工作，因為他獲得一份令人意外的職位。
- （Emma Pillsbury）

由傑瑪·梅斯飾演
香港配音:朱妙蘭
艾玛是學校的輔導老師（Guidance Counselor），有嚴重潔癖，強迫症患者，曾暗戀威爾，有着极其自私的父母。第二季時與帥哥牙醫卡尔交往，最後與卡尔分手。經常幫助威爾和合唱團。第三季中和舒斯特正式交往，并且成功克服自己的心理障碍，接受求婚，与舒斯特同床，之後與威爾育有子女。
- （Lauren Zizes）

由雅士利·芬克（Ashley Fink）饰演
影音俱樂部的主席和古典式摔跤冠軍。因為諾亞的邀請而加入合唱團，初時認為合唱團很無聊，但後來享受唱歌，更開始與諾亞交往。
- 泰莉·舒斯特（Terri Schuester）

由潔薩琳·基爾西格（Jessalyn Gilsig）饰演
香港配音:曾秀清→梁少霞
從高中時期就與威爾結識並相戀，之後成為威尔的妻子，並在家俱店工作。假裝懷孕但是卻沒有一般孕婦該有的症狀，最後被威爾識破。兩人雖已離婚，但仍對威尔抱持愛意。因為認為威爾總是忙於合唱團的事物，而疏忽了自己，所以非常討厭合唱團，曾與蘇一起聯手破壞合唱團。之後因為工作因素而離開利馬。

### 其他角色
- （April Rhodes）

由克莉絲汀·錢諾維斯（Kristin Chenoweth）飾演
香港配音:曾佩儀
埃普麗爾是合唱團的前成員，夢想是在百老匯表演，尚未高中畢業，受威爾的邀請而加入合唱團，後來因想追尋夢想而退出合唱團。埃普麗爾再次出現時成為了一個富翁的情婦，並是一個滾軸溜冰場的業主。富翁突然死了他的遺孀支付200萬的封口費。埃普麗爾決定購買禮堂送給合唱團，並到百老匯創作全白人陣容的綠野仙蹤。
- （Dave Karofsky）

由馬克思·阿德勒（Max Adler）飾演
香港配音:巫哲棋
美式足球隊員，是校內人人畏惧的惡霸，經常把沙冰潑到合唱團成員的面上，為了掩飾自己也是同性戀所以經常欺負科特，後來和珊塔娜扮演一對假情侶並成立了反欺凌俱樂部保護科特，目的是成為舞會國王和皇后。但只有戴維成為舞會國王，珊塔娜卻落選。
- （Holly Holliday）

由葛妮絲·派特洛（Gwyneth Paltrow）飾演
香港配音:謝潔貞
荷莉是學校的代課老師，為人風趣幽默，經常作出性感的舉動。行蹤漂浮不定，沒有穩定的居所，工作和伴侶。第二季初期曾代替威爾管理合唱團，更曾想奪去合唱團，其後與威爾交往，但知道威爾心中只有愛瑪就離開俄亥俄州。
- （Burt Hummel）

由麥克·奧麥利飾演
香港配音:朱子聰
科特的父親，經營修車廠。雖然不太了解科特，但在知道科特是同志後，仍然疼愛他。與菲恩的母親再婚。
- （Jesse St. James）

由喬納森·高夫（Jonathan Groff）飾演
香港配音:張裕東
蓋世群音的男主音，曾與瑞秋交往，但目的是打擊她的自信心和讓瑞秋知道蓋世群音的教練是她的生母。
- （Dustin Goolsby）

由夏安·傑克森（Cheyenne Jackson）飾演
香港配音:陳欣
蓋世群音的教練，為人自信輕佻，經常強調自己帶領著全國最優秀的合唱團，但卻討厭自己的學生，認為他們阻礙了自己的前途。曾與蘇、泰莉一起聯手破壞合唱團。
- （Shelby Corcoran）

由伊迪娜·曼佐（Idina Menzel）飾演
香港配音:黃玉娟
蓋世群音的前教練，是瑞秋的生母。把全部時間放到蓋世群音上，覺得非常厭倦，所以領養了昆恩和諾亞的孩子過新的生活。
- （Sunshine Corazon）

由夏芮絲·潘敏潘高飾演
香港配音:高可慧→黃淑芬
來自菲律賓的交換生，唱功十分驚人，原本想加入合唱團卻因瑞秋把她騙到毒販的危房而決定轉學到敵對陣營《蓋世群音》。
- 戴妮（Dani）

由黛咪·洛瓦托（Demi Lovato） 飾演
香港配音:黃昕瑜
第五季新常規角色，珊塔娜的新女友。

## 製作
本劇的創作者莱恩·墨菲、布拉德·佛查克和但丁·狄·洛雷托當初考慮將《歡樂合唱團》拍攝成電影。
本劇的試播集在美國於2009年5月19日接著《美國偶像》後播出，第一季則自2009年9月9日起開播。在2009年9月21日，福斯電視正式決定繼續製作《歡樂合唱團》，使本劇能夠成為完整的一季。本劇首季前半部份的最後一集於2009年12月9日播出，休播四個月後於2010年4月繼續播出剩餘的後半部份。在2010年春季的後半部首播吸引了約1,370萬名觀眾，比起前半部首播時增加了近一倍。

## 音樂
本劇的音樂由墨菲親自挑選，希望能在經典歌舞音樂和流行歌曲之間取得平衡。每一個星期，劇中的音樂會在iTunes Store上架銷售，本劇的原聲帶系列則由哥倫比亞唱片在2009年11月2日發行第一集。《歡樂合唱團》的音樂獲得商業上的極大成功，數位下載次數超過七百萬次。該劇於2009~2014間 , 分別在美國告示牌百強單曲榜以及英國單曲排行榜上創下最多入榜曲目的紀錄 , 共計分別為207首以及215首入榜曲目 ,告示牌百強單曲榜中,該劇名次最高的原創歌曲為Loser Like Me,第六名,名次最高的翻唱歌曲則為Don't Stop Believin',第四名,劇組還在美國的四個都市舉辦了巡迴演唱會。

## 海外播放
| 臺灣衛視合家歡台 | 臺灣衛視合家歡台   | 臺灣衛視合家歡台 |
| ---------------- | ------------------ | ---------------- |
|                  | 歡樂合唱團 （ - ） |                  |
| —                | —                  |                  |

| 香港无线J2 - | 香港无线J2 -                              | 香港无线J2 - |
| ------------ | ----------------------------------------- | ------------ |
|              | 吉列合唱團（第一季） （2010年 - ）        |              |
| —            | —                                         |              |
| 香港无线J2 - |                                           |              |
| —            | 吉列合唱團（第二季） （2011年9月 - ）     | —            |
| 香港无线J2 - |                                           |              |
| —            | 吉列合唱團（第三季） （2013年 - ）        | —            |
| 香港无线J2 - |                                           |              |
| —            | 吉列合唱團（第四季） （2014年7月13日 - ） | —            |
| 香港无线J2 - |                                           |              |
| —            | 吉列合唱團（第五季） （ - ）              | —            |

| 中国中國中央電視台電視劇頻道（CCTV-8）《海外劇場》 | 中国中國中央電視台電視劇頻道（CCTV-8）《海外劇場》 | 中国中國中央電視台電視劇頻道（CCTV-8）《海外劇場》 |
| -------------------------------------------------- | -------------------------------------------------- | -------------------------------------------------- |
|                                                    | 歡樂合唱團 （ - ）                                 |                                                    |
| —                                                  | —                                                  |                                                    |

## 收視
| 季數 | 集數 | 播出時間(ET／PT)                                                                         | 首播          | 首播          | 首播               | 季終          | 季終          | 季終               | 電視季度 | 排名 | 收視 （百萬） |
| 季數 | 集數 | 播出時間(ET／PT)                                                                         | 日期          | 收視 （百萬） | 18-49歲 收視／份額 | 日期          | 收視 （百萬） | 18-49歲 收視／份額 | 電視季度 | 排名 | 收視 （百萬） |
| ---- | ---- | ---------------------------------------------------------------------------------------- | ------------- | ------------- | ------------------ | ------------- | ------------- | ------------------ | -------- | ---- | ------------- |
| 1    | 22   | 星期三 9:00pm（2009） 星期二 9:00pm（2010）                                              | 2009年5月19日 | 9.62          | 3.9/7              | 2010年6月8日  | 10.92         | 4.6/13             | 2009–10  | #33  | 9.77          |
| 2    | 22   | 星期二 8:00pm (2010–11) 星期天 10:38pm （2011年2月6日） 星期二 9:00pm （2011年5月24日）  | 2010年9月21日 | 12.45         | 5.6/16             | 2011年5月24日 | 11.80         | 4.6/11             | 2010–11  | #43  | 10.11         |
| 3    | 22   | 星期二 8:00pm（2011–12） 星期二 9:00pm （2012年5月22日）                                 | 2011年9月20日 | 9.21          | 4.0/11             | 2012年5月22日 | 7.46          | 2.9/8              | 2011–12  | #56  | 8.71          |
| 4    | 22   | 星期四 9:00pm（2012–13） 星期四 9:17pm （2012年11月22日） 星期四 9:30pm （2013年3月7日） | 2012年9月13日 | 7.41          | 3.1/8              | 2013年5月9日  | 5.92          | 2.0/6              | 2012–13  | #50  | 8.26          |
| 5    | 20   | 星期四 9:00 pm （2013） 星期二 8:00pm （2014）                                           | 2013年9月26日 | 5.06          | 2.0/5              | 2014年5月13日 | 1.87          | 0.6/2              | 2013–14  | #105 | 4.57          |
| 6    | 13   | 星期五 9:00 pm                                                                           | 2015年1月9日  | 2.42          | 0.8/3              | 2015年3月20日 | 2.54          | 0.7/2              | 2015     | #148 | 3.14          |

## 播送內容
| 集數 | 集名                 | 導演                | 編劇                                 | 美國首播日期   |
| ---- | -------------------- | ------------------- | ------------------------------------ | -------------- |
| 1    | Pilot                | Ryan Murphy         | Ryan Murphy Brad Falchuk Ian Brennan | 2009年5月19日  |
| 2    | Showmance            | Ryan Murphy         | Ryan Murphy Brad Falchuk Ian Brennan | 2009年9月9日   |
| 3    | Acafellas            | John Scott          | Ryan Murphy                          | 2009年9月16日  |
| 4    | Preggers             | Brad Falchuk        | Brad Falchuk                         | 2009年9月23日  |
| 5    | The Rhodes Not Taken | John Scott          | Ian Brennan                          | 2009年9月30日  |
| 6    | Vitamin D            | Elodie Keene        | Ryan Murphy                          | 2009年10月7日  |
| 7    | Throwdown            | Ryan Murphy         | Brad Falchuk                         | 2009年10月14日 |
| 8    | Mash-Up              | Elodie Keene        | Ian Brennan                          | 2009年10月21日 |
| 9    | Wheels               | Paris Barclay       | Ryan Murphy                          | 2009年11月11日 |
| 10   | Ballad               | Brad Falchuk        | Brad Falchuk                         | 2009年11月18日 |
| 11   | Hairography          | Bill D'Elia         | Ian Brennan                          | 2009年11月25日 |
| 12   | Mattress             | Elodie Keene        | Ryan Murphy                          | 2009年12月2日  |
| 13   | Sectionals           | Brad Falchuk        | Ian Brennan                          | 2009年12月9日  |
| 14   | Hell-O               | Brad Falchuk        | Ian Brennan                          | 2010年4月13日  |
| 15   | The Power of Madonna | Ryan Murphy         | Ryan Murphy                          | 2010年4月20日  |
| 16   | Home                 | Paris Barclay       | Brad Falchuk                         | 2010年4月27日  |
| 17   | Bad Reputation       | Elodie Keene        | Ian Brennan                          | 2010年5月4日   |
| 18   | Laryngitis           | Alfonso Gomez-Rejon | Ryan Murphy                          | 2010年5月11日  |
| 19   | Dream On             | Joseph Hill Whedon  | Brad Falchuk                         | 2010年5月18日  |
| 20   | Theatricality        | Ryan Murphy         | Ryan Murphy                          | 2010年5月25日  |
| 21   | Funk                 | Elodie Keene        | Ian Brennan                          | 2010年6月1日   |
| 22   | Journey              | Brad Falchuk        | Brad Falchuk                         | 2010年6月8日   |

| 集數    | 集名                       | 導演                | 編劇                      | 台灣首播日期  | 美國首播日期   |
| ------- | -------------------------- | ------------------- | ------------------------- | ------------- | -------------- |
| 1 (23)  | Audition                   | Brad Falchuk        | Ian Brennan               | 2011年1月25日 | 2010年9月21日  |
| 2 (24)  | Britney/Brittany           | Ryan Murphy         | Ryan Murphy               | 2011年2月1日  | 2010年9月28日  |
| 3 (25)  | Grilled Cheesus            | Alfonso Gomez-Rejon | Brad Falchuk              | 2011年2月8日  | 2010年10月5日  |
| 4 (26)  | Duets                      | Eric Stoltz         | Ian Brennan               | 2011年2月15日 | 2010年10月12日 |
| 5 (27)  | The Rocky Horror Glee Show | Adam Shankman       | Ryan Murphy Tim Wollaston | 2011年2月22日 | 2010年10月26日 |
| 6 (28)  | Never Been Kissed          | Bradley Buecker     | Brad Falchuk              | 2011年3月1日  | 2010年11月9日  |
| 7 (29)  | The Substitute             | Ryan Murphy         | Ian Brennan               | 2011年3月8日  | 2010年11月16日 |
| 8 (30)  | Furt                       | Carol Banker        | Ryan Murphy               | 2011年3月15日 | 2010年11月23日 |
| 9 (31)  | Special Education          | Paris Barclay       | Brad Falchuk              | 2011年3月22日 | 2010年11月30日 |
| 10 (32) | A Very Glee Christmas      | Alfonso Gomez-Rejon | Ian Brennan               | 2011年3月29日 | 2010年12月7日  |
| 11 (33) | The Sue Sylvester Shuffle  | Brad Falchuk        | Ian Brennan               | 2011年4月5日  | 2011年2月6日   |
| 12 (34) | Silly Love Songs           | Tate Donovan        | Ryan Murphy               | 2011年4月12日 | 2011年2月8日   |
| 13 (35) | Comeback                   | Bradley Buecker     | Ryan Murphy               | 2011年4月19日 | 2011年2月15日  |
| 14 (36) | Blame It on the Alcohol    | Eric Stoltz         | Ian Brennan               | 2011年4月26日 | 2011年2月22日  |
| 15 (37) | Sexy                       | Ryan Murphy         | Brad Falchuk              | 2011年5月3日  | 2011年3月8日   |
| 16 (38) | Original Song              | Bradley Buecker     | Ryan Murphy               | 2011年5月10日 | 2011年3月15日  |
| 17 (39) | A Night of Neglect         | Carol Banker        | Ian Brennan               |               | 2011年4月12日  |
| 18 (40) | Born This Way              | Alfonso Gomez-Rejon | Brad Falchuk              |               | 2011年4月26日  |
| 19 (41) | Rumours                    | Tim Hunter          | Ryan Murphy               |               | 2011年5月3日   |
| 20 (42) | Prom Queen                 | Eric Stoltz         | Ian Brennan               |               | 2011年5月10日  |
| 21 (43) | Funeral                    | Bradley Buecker     | Ryan Murphy               |               | 2011年5月17日  |
| 22 (44) | New York                   | Brad Falchuk        | Brad Falchuk              |               | 2011年5月24日  |

| 集數    | 集名                          | 美國首播日期   |
| ------- | ----------------------------- | -------------- |
| 1 (45)  | The Purple Piano Project      | 2011年9月20日  |
| 2 (46)  | I Am Unicorn                  | 2011年9月27日  |
| 3 (47)  | Asian F                       | 2011年10月4日  |
| 4 (48)  | Pot O' Gold                   | 2011年11月1日  |
| 5 (49)  | The First Time                | 2011年11月8日  |
| 6 (50)  | Mash Off                      | 2011年11月15日 |
| 7 (51)  | I Kissed a Girl               | 2011年11月29日 |
| 8 (52)  | Hold on to Sixteen            | 2011年12月6日  |
| 9 (53)  | Extraordinary Merry Christmas | 2011年12月13日 |
| 10 (54) | Yes/No                        | 2012年1月17日  |
| 11 (55) | Michael                       | 2012年1月31日  |
| 12 (56) | The Spanish Teacher           | 2012年2月7日   |
| 13 (57) | Heart                         | 2012年2月14日  |
| 14 (58) | On My Way                     | 2012年2月21日  |
| 15 (59) | Big Brother                   | 2012年4月10日  |
| 16 (60) | Saturday Night Glee-ver       | 2012年4月17日  |
| 17 (61) | Dance With Somebody           | 2012年4月24日  |
| 18 (62) | Choke                         | 2012年5月1日   |
| 19 (63) | Prom-asaurus                  | 2012年5月8日   |
| 20 (64) | Props                         | 2012年5月13日  |
| 21 (65) | Nationals                     | 2012年5月13日  |
| 22 (66) | Goodbye                       | 2012年5月22日  |

| 集數    | 集名                           | 美國首播日期   |
| ------- | ------------------------------ | -------------- |
| 01 (67) | The New Rachel                 | 2012年9月13日  |
| 02 (68) | Britney 2.0                    | 2012年9月20日  |
| 03 (69) | Makeover                       | 2012年9月27日  |
| 04 (70) | The Break Up                   | 2012年10月4日  |
| 05 (71) | The Role You Were Born to Play | 2012年11月8日  |
| 06 (72) | Glease                         | 2012年11月15日 |
| 07 (73) | Dynamic Duets                  | 2012年11月22日 |
| 08 (74) | Thanksgiving                   | 2012年11月29日 |
| 09 (75) | Swan Song                      | 2012年12月6日  |
| 10 (76) | Glee, Actually                 | 2012年12月13日 |
| 11 (77) | Sadie Hawkins                  | 2013年1月24日  |
| 12 (78) | Naked                          | 2013年1月31日  |
| 13 (79) | Diva                           | 2013年2月7日   |
| 14 (80) | I Do                           | 2013年2月14日  |
| 15 (81) | Girls (and Boys) On Film       | 2013年3月7日   |
| 16 (82) | Feud                           | 2013年3月14日  |
| 17 (83) | Guilty Pleasures               | 2013年3月21日  |
| 18 (84) | Shooting Star                  | 2013年4月11日  |
| 19 (85) | Sweet Dreams                   | 2013年4月18日  |
| 20 (86) | Lights Out                     | 2013年4月25日  |
| 21 (87) | Wonder-ful                     | 2013年5月2日   |
| 22 (88) | Gll or Nothing                 | 2013年5月9日   |

| 集數     | 集名                              | 美國首播日期   |
| -------- | --------------------------------- | -------------- |
| 01 (89)  | Love, Love, Love                  | 2013年9月26日  |
| 02 (90)  | Tina in the Sky with Diamonds     | 2013年10月3日  |
| 03 (91)  | The Quarterback                   | 2013年10月10日 |
| 04 (92)  | A Katy or a Gaga                  | 2013年11月7日  |
| 05 (93)  | The End of Twerk                  | 2013年11月14日 |
| 06 (94)  | Movin' Out                        | 2013年11月21日 |
| 07 (95)  | DPuppet Master                    | 2013年11月28日 |
| 08 (96)  | Previously Unaired Christmas      | 2013年12月5日  |
| 09 (97)  | Frenemies                         | 2014年2月25日  |
| 10 (98)  | Trio                              | 2014年3月4日   |
| 11 (99)  | City of Angels                    | 2014年3月11日  |
| 12 (100) | 100                               | 2014年3月18日  |
| 13 (101) | New Directions                    | 2014年3月25日  |
| 14 (102) | New New York                      | 2014年4月1日   |
| 15 (103) | Bash                              | 2014年4月8日   |
| 16 (104) | Tested                            | 2014年4月15日  |
| 17 (105) | Opening Nights                    | 2014年4月22日  |
| 18 (106) | The Back-Up Plan                  | 2014年4月29日  |
| 19 (107) | Old Dog, New Tricks               | 2014年5月6日   |
| 20 (108) | The Untitled Rachel Berry Project | 2014年5月13日  |

| 集數     | 集名                               | 美國首播日期  |
| -------- | ---------------------------------- | ------------- |
| 01 (109) | Loser Like Me                      | 2015年1月9日  |
| 02 (110) | Homecoming                         | 2015年1月9日  |
| 03 (111) | Jagged Little Tapestry             | 2015年1月16日 |
| 04 (112) | The Hurt Locker, Part One          | 2015年1月23日 |
| 05 (113) | The Hurt Locker, Part Two          | 2015年1月30日 |
| 06 (114) | What the World Needs Now           | 2015年2月6日  |
| 07 (115) | Transitioning                      | 2015年2月13日 |
| 08 (116) | A Wedding                          | 2015年2月20日 |
| 09 (117) | Child Star                         | 2015年2月27日 |
| 10 (118) | The Rise and Fall of Sue Sylvester | 2015年3月6日  |
| 11 (119) | We Built This Glee Club            | 2015年3月13日 |
| 12 (120) | 2009                               | 2015年3月20日 |
| 13 (121) | Dreams Come True                   | 2015年3月20日 |

## 資料來源
1. ↑  Rice, Lynette. . Entertainment Weekly. May 23, 2010  [May 23, 2010]. （原始内容存档于2012年1月31日）.
2. ↑  Goldblatt, Daniel. . Variety.com. October 17, 2013  [October 17, 2013]. （原始内容存档于2021-03-11）.
3. ↑  把兩首歌結合，再把旋律變得順暢悅耳。

## 外部連結
- 官方网站 （页面存档备份，存于）
- 官方Facebook專頁 （页面存档备份，存于）
- 互联网电影数据库（IMDb）上《欢乐合唱团》的资料（英文）
- 在Netflix上觀看《欢乐合唱团》（Netflix 下架日期：6月29日）